# 土岐為賴
土岐為頼（日语：とき ためより，?—1583年6月17日（天正11年4月27日）），战国时代到安土桃山时代的武将。上总国国人领主。夷隅郡伊南庄万喜城城主。土岐赖定（赖房之子）之子，土岐赖春（赖成）、土岐赖实（为实）之父。又称万喜少弼。

## 生平
最初追随里见氏，女儿成为了里见义尧的继室，另外从江户崎城的土岐治赖手中接过了被斋藤道三夺去领国的土岐宗家美浓守护土岐賴藝，领有庞大的势力。第二次國府台之戰中里见氏战败以后从属北条氏。之后一贯地帮助北条氏同里见氏作战。天正7年（1579年）把家督让给儿子义成（根据高野山西门院所藏『上総国諸侯大夫過去帳』）。晩年自号庆含（或者庆岸）。
逝世年份有多种说法（永禄11年（1568年）4月23日・天正4年（1576年）3月18日・天正11年（1583年）4月27日）。土岐氏的家臣中继氏曾经为了「庆含院殿下」的来生的福报，向土岐氏的菩提寺・光福寺捐赠寺领，留下了落款天正11年5月23日的捐赠文书。因此距离这一日期最近的天正11年4月27日较有说服力。
作为里见义尧正室的女儿（法号：正莲）在父亲反叛后也留在义尧身边，永禄11年8月1日（1568年8月23日）55岁时去世。跟义尧夫妻关系亲密的日我和尚称呼她为「国母」，并加以追善供养（根据『里見義堯室追善記』）。